# Pierre Nyok Nyok
Pierre Nyok Nyok (27 de mayo de 1977) es un deportista camerunés que compitió en taekwondo. Ganó una medalla de bronce en los Juegos Panafricanos de 2011 y una medalla de plata en el Campeonato Africano de Taekwondo de 2003.

## Palmarés internacional
| Juegos Panafricanos | Juegos Panafricanos | Juegos Panafricanos | Juegos Panafricanos |
| Año                 | Lugar               | Medalla             | Categoría           |
| ------------------- | ------------------- | ------------------- | ------------------- |
| 2011                | Maputo (Mozambique) | Medalla de bronce   | +87 kg              |
| Campeonato Africano |                     |                     |                     |
| Año                 | Lugar               | Medalla             | Categoría           |
| 2003                | Abuya (Nigeria)     | Medalla de plata    | –84 kg              |